# Giovanni (cardinal, 1189)
Giovanni  (mort avant septembre 1190) est un cardinal du XIIe siècle.  

## Biographie
Le pape Clément III le crée cardinal lors du consistoire du mai 1189.